# Tropidosteptes imbellis
Tropidosteptes imbellis är en insektsart som beskrevs av Bliven 1973. Tropidosteptes imbellis ingår i släktet Tropidosteptes och familjen ängsskinnbaggar. Inga underarter finns listade i Catalogue of Life.